# 黃紋盔魚
黃紋盔魚，為輻鰭魚綱鱸形目隆頭魚亞目隆頭魚科的其中一種，分布於中東太平洋的夏威夷群島、中途島海域，棲息深度1-98公尺，體長可達50.8公分，棲息在沙石混合的礁石區海域，屬肉食性，以腹足類、海膽、海星、貝類等為食，生活習性不明，可作為觀賞魚。

## 擴展閱讀
維基物種上的相關：黃紋盔魚